# Boszporoszi Királyság

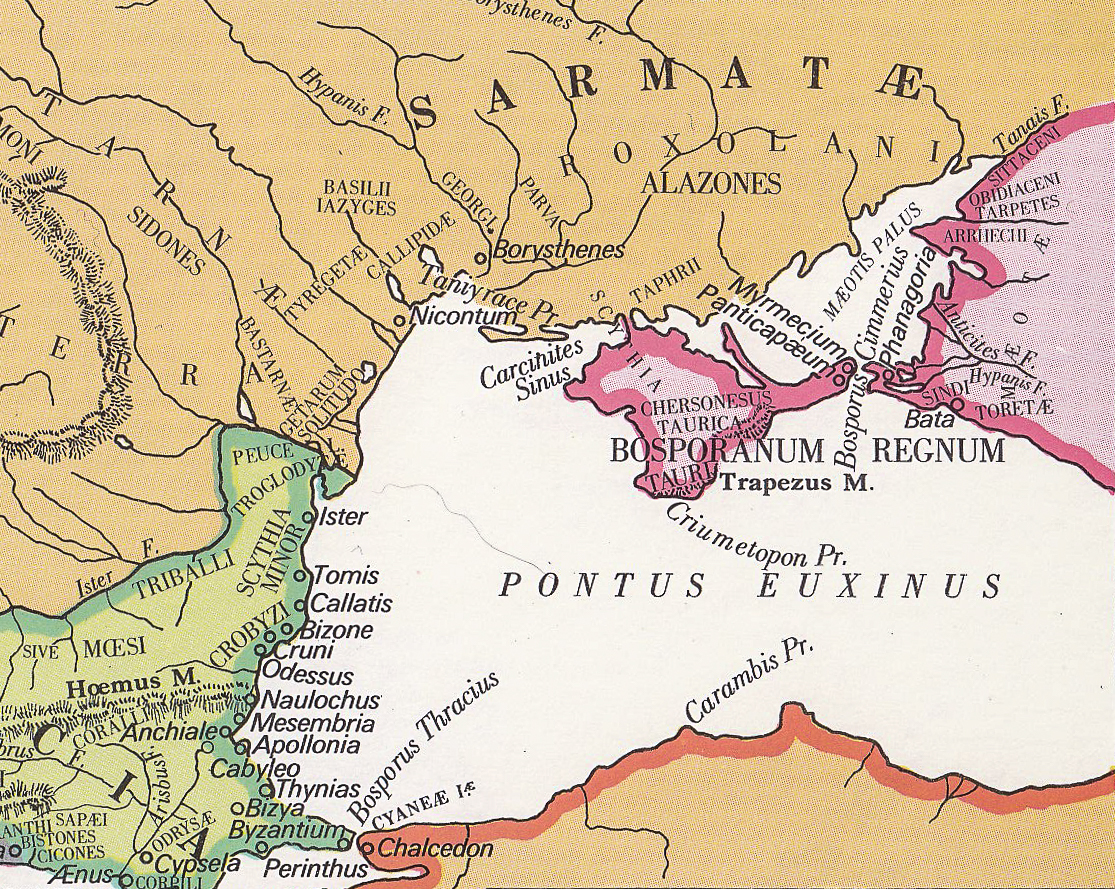
A Boszporoszi Királyság Sztrabón alapján az időszámítás kezdete körül

A Boszporoszi Királyság magterülete, a kimmer Boszporosz

A Boszporoszi Királyság vagy más néven a kimmériai Boszporusz Királysága (ógörögül: Βασιλεία τοῦ Κιμμερικοῦ Βοσπόρου) a mai Kercsi-szoros – amely a Fekete- és az Azovi-tenger között van – környékén kialakult ókori állam volt. A hellén világ peremvidékéhez tartozott.

## Előzmények
A terület első ismert lakosai a lovas nomád kimmerek voltak. A Krím félszigeten és a Taman-félszigeten az első görög városokat az i. e. 6. században alapították, és ezek a következő évszázadban nem hoztak létre egységes szervezetet; ehhez az kellett, hogy egyikük – Pantikapaion, a mai Kercs – kiemelkedjen a többiek közül.

## A Boszporoszi Királyság

### Arkhaianaktida dinasztia, i. e. 480k. – 438
Pantikapaiont milétoszi telepesek alapították az i. e. 6. században. Az első, összefüggő területű királyságot a milétoszi származású Arkhaianaktida család hozta létre i. e. 480 körül. Ez nemcsak a görög városokat fogta össze – Olbia és a tauroszi Kherszonészosz kivételével –, de a környező barbár településeket is. A korai Boszporosz területe csak a Krím félsziget keleti részére terjedt ki.
Az i. e. 5. század folyamán erős athéni befolyás érte, politikai berendezkedése is athéni mintára szerveződött meg. A város vezetői egészen i. e. 303-ig nem királyok, hanem arkhónok voltak, az arkhóni hivatal egy speciális változata alakult ki, az „örökletes arkhónság”.

### Szpartokida dinasztia, i. e. 438. – 109
I. e. 438-ban a trák eredetű, hellenizált Szpartokida család került hatalomra. A Szpartokidák eleinte kerülték a királyi külsőségeket, és továbbra is Boszporosz arkhónjainak mondták magukat, de komoly zsoldossereget tartottak fenn, és uralmukat a környező szkíta, kubáni stb. törzsekre kiterjesztve birtokba vették a krími földek jelentős részét.
A nagyobb hódítások I. Szatürosz idején kezdődtek, aki Theodoszia városát vette uralma alá. I. Leukón a szoros keleti, ázsiai felén lévő városokat hódoltatta, amelyek akkor még nem félszigeten, hanem a Kubán torkolata előtt fekvő szigetcsoporton épültek. Az i. e. 4. század folyamán alakult ki Boszporosz hosszabb időre állandósuló érdekszférája, amely a Maiotisz keleti felén a Don torkolatáig ért.
A királyság az i. e. 4. században, I. Leukón (ur. i.e. 389–349) és I. Pairiszadész alatt élte fénykorát. Legnagyobb kiterjedése idején az Azovi-tenger teljes keleti partvidékét és széles szárazföldi sávját uralta egészen a Tanaisz torkolatvidékéig. A Krím félszigetből az i. e. 1. századra csak a Kherszonészosz tartozott hozzá. Pairiszadész halálát azonban polgárháború követte, amely megingatta a gazdag államot. Eumélosz kénytelen volt visszaállítani az „ősi politeiát”, vagyis a régi polisz-alkotmányt.
III. Szpartokosz uralkodásától (i. e. 304–284) kezdve nyíltan is a király (baszileiosz) címet viselték. Szpartokosz a királyi címét elismertette a görög világgal is, és Démétriosz Poliorkétész bukása után Athén ismét felvette vele a kapcsolatot. Később több más hellenisztikus állammal is diplomáciai viszonyba került. Az i. e. 4. század végétől a boszporoszi uralkodók elsődleges célja a Fekete-tenger teljes északi partvidékének birtoklása volt.

#### Későkor
A királyság bukását végül a mind gyakoribb szkíta és szarmata támadások okozták. Az i. e. 3. század folyamán a térségben letelepedő szkíták alakítottak a krími Neapolisz székhellyel államot, amely az i. e. 2. században, Szkilurosz és fia, Palakosz alatt élte virágkorát. A hellenisztikus kor politikai viszonyai közepette a Boszporoszi Királyság a kereskedelemre épülő gazdaságát nem tudta fenntartani, uralkodói krónikus pénzhiányban szenvedtek. Ez a zsoldosjellegű haderő csökkenéséhez vezetett.
Az utolsó boszporoszi király, V. Pairiszadész nem tudott úrrá lenni a támadókon, ezért kénytelen volt VI. Mithridatész pontoszi király segítségét kérni. Mithridatész tábornoka, Diophantosz két csatában is megverte a szkítákat. A szkíta Szaumakhosz vezette felkelők azonban i. e. 108-ban (vagy i. e. 107-ben) meggyilkolták V. Pairiszádészt, és a bitorló Szaumakhosz királlyá nyilvánította magát. A pontosziak leverték a felkelést, és ezzel Boszporosz, valamint a Krím félsziget és a Fekete-tenger északi partjának valamennyi görög városa Pontosz fennhatósága alá került, VI. Mithridatészt pedig boszporoszi királlyá koronázták, itt I. Mithridatészként tartjuk számon. A királyságban Makharész uralkodott, Mithridatész egyik fia. I. e. 66-ban azonban Makharész apja ellenében Rómához csatlakozott, ezért Mithridatész elűzte őt, és maga kormányzott Pantikapaionban, miután Pontoszt a rómaiak meghódították. Mithridatész uralmának egy helyi felkelés vetett véget.
A területet Augustus császár i. e. 17-ben a Római Birodalomhoz csatolta. Boszporosz több évszázadon át Rómától függő terület volt, és VI. Mithridatész utódai ebben a félfüggetlen állapotban egészen a Donig terjesztették ki fennhatóságukat. Eközben boszporoszi lakosságban egyre erősödött a szarmata befolyás, maga a királyság azonban csak a 3. században hullott szét a szarmaták és gótok támadásainak eredményeként.

#### Gazdasági élete

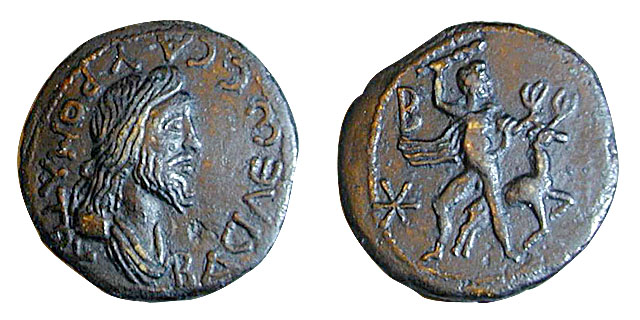
A Boszporoszi Királyság bronz pénzérméi (i.e. 172-211)

A királyság fontosabb görög kolóniái:
- Pantikapaion (Penticapaeum, az ókorban Boszporosznak is nevezték),
- Nümphaion (Nymphaeum),
- Theodoszia,
- Phanagoria (az ázsiai oldalon).

A búzatermesztést oly tökélyre fejlesztették, hogy a királyság lett Görögország legfontosabb gabonaszállítója. Az i. e. 5. században Athénnek gabona-elővásárlási jogot adtak, a következő két évszázadban azonban szabadon kereskedtek más égei-tengeri városokkal is, bár az athéni piacot továbbra is kedvelték. Az i. e. 4. században a gabonaexport elérhette az évi 16 000 tonnát. Boszporosz gazdasági élete i. e. 250 után hanyatlásnak indult, mégis VI. Mithridatész pontoszi király évi 7500 tonna gabonát kapott Boszporosztól. A gabonatermelés főleg a Kubáni-alföldön zajlott, az exportgabonát részben nagybani felvásárlással, részben adók fejében szerezték be.
További jelentős exportcikkeik a rabszolga, a bőr és a hal voltak. Gazdagságukat bizonyítják a pompásan berendezett sziklasírok Pantikapaion közelében. Az export fejében beszerzett cikk bor, növényi olaj, szövet, fémeszköz és ékszer volt.

#### Kultúrája
A boszporoszi kultúra az egyik legelső, amelyre a hellenisztikus jelzőt lehet alkalmazni, már jóval a hellenizmus kora előtt. A helyi és a görög elemeket ötvözve sajátos, egyedi stílust alakítottak ki; főleg
- kerámiaiparuk és
- ötvösművészetük

volt kiemelkedő.
A kerámiaipar korai korszakára még az athéni import és a helyi termékek görög minták szerinti készítése jellemző. Lásd kercsi kerámia.